# Kalfskop
Kalfskop is een volksverhaal uit Marokko.

## Het verhaal
Twee broers trouwen ongeveer op dezelfde tijd en krijgen hun kinderen ook ongeveer in dezelfde jaren. Eén broer krijgt zeven dochters, de andere zeven zonen. De vader van de dochters groet zijn broer met eerbied. Als de oudste dochter volwassen wordt, heeft ze er genoeg van om als iets verachtelijks beschouwd te worden door haar oom. De oudste broer en oudste dochter moeten zich bewijzen in de wereld en de jongen krijgt een prachtig bruin paard en voorraden voor de rit. De vader van het meisje is arm en geeft een brood en een veldfles water mee. Het meisje klimt op het paard van haar neef en ze beginnen aan hun reis.
Het meisje is zuinig met haar brood, terwijl de jongen stevig eet. Als zijn eten op is, vraagt hij water van het meisje. Ze vraagt zijn wijden wollen mantel als beloning en na een tijdje vraagt de jongen opnieuw water. Het meisje wil dan zijn paard en de jongen heeft alleen nog de lompen aan zijn lijf. Het meisje rijdt op het paard in haar mantel naar een stad en ziet een uitgehongerd katje. Ze geeft de rest van haar eten en het katje verdwijnt. De zoon van de sultan ziet de schitterende ruiter en nodigt hem uit, hij is verbaasd de ogen van een vrouw te zien.
Hij legt het raadsel voor aan sjeik al Moedabbar en deze zegt dat hij een bed vol hennablaadjes klaar moet leggen. Als de blaadjes er de volgende dag keurig bijliggen, dan is het een man. Het katje waarschuwt het meisje en het meisje woelt niet in haar bed. De volgende dag wordt bewezen dat alles in orde is en ze spreekt veel met de zoon van de sultan. Deze vermoedt dat het toch om een meisje gaat en deze zegt dat hij met zijn gast naar de bloementuin moet gaan. Als de gast bloemen plukt, is het een vrouw. Het katje waarschuwt het meisje opnieuw en ze plukt geen enkele bloem. De sjeik zegt dan een vleesschotel met botten te serveren, als er gekloven wordt van de botten gaat het om een vrouw.
Het meisje wordt weer gewaarschuwd door het katje en ze snijdt het vlees niet en legt de botjes niet opzij. De gesprekken met de gast gaan door en de sjeik wordt nog eenmaal om raad gevraagd. Deze zegt dat de gast een Turks bad moet nemen, als hij lang binnen blijft is het een vrouw. Het katje waarschuwt het meisje opnieuw en ze neemt een snel bad en gaat meteen naar buiten. Het meisje heeft een jaar lang en prachtig leventje, maar ze besluit naar huis te gaan. Ze schrijft op de poort: Kalfskop, die een vrouw niet van een man weet te onderscheiden!. De jonge prins doet zijn koninklijke mantel om en gaat het meisje achterna, hij huwt haar en het is onbekend of de neef ook bij deze bruiloft was.

## Achtergronden
- Het verhaal is in de stijl van de verhalen van Sheherazade.
- Het is een waarschuwing aan jonge mannen om vrouwen niet te onderschatten.
- Zie ook De man met de zes dochters uit Turkije.